# Болл-Клаб (Міннесота)
Болл-Клаб (англ. Ball Club) — переписна місцевість (CDP) в США, в окрузі Ітаска штату Міннесота. Населення — 354 особи (2020).

## Географія
Болл-Клаб розташований за координатами 47°19′52″ пн. ш. 93°56′46″ зх. д. / 47.33111° пн. ш. 93.94611° зх. д. (47.331104, -93.946058).  За даними Бюро перепису населення США в 2010 році переписна місцевість мала площу 7,16 км², уся площа — суходіл.

## Демографія
Згідно з переписом 2010 року, у переписній місцевості мешкали 342 особи в 100 домогосподарствах у складі 75 родин. Густота населення становила 48 осіб/км².  Було 111 помешкання (16/км²).
Расовий склад населення:
| - 80,1 % — корінних американців - 16,7 % — білих |

До двох чи більше рас належало 2,6 %. Частка іспаномовних становила 2,0 % від усіх жителів.
За віковим діапазоном населення розподілялося таким чином: 32,7 % — особи молодші 18 років, 57,7 % — особи у віці 18—64 років, 9,6 % — особи у віці 65 років та старші. Медіана віку мешканця становила 29,7 року. На 100 осіб жіночої статі у переписній місцевості припадало 126,5 чоловіків;  на 100 жінок у віці від 18 років та старших — 103,5 чоловіків також старших 18 років.
Середній дохід на одне домашнє господарство  становив 49 559 доларів США (медіана — 24 625), а середній дохід на одну сім'ю — 50 204 долари (медіана — 35 714). За межею бідності перебувало 42,9 % осіб, у тому числі 100,0 % дітей у віці до 18 років та 21,4 % осіб у віці 65 років та старших.
Цивільне працевлаштоване населення становило 87 осіб. Основні галузі зайнятості: мистецтво, розваги та відпочинок — 51,7 %, публічна адміністрація — 20,7 %, виробництво — 11,5 %, освіта, охорона здоров'я та соціальна допомога — 10,3 %.